# Directamente a la basura
Directamente a la basura es la primera maqueta del grupo español Mamá Ladilla. Algunos de los temas fueron grabados en la sala Siroco el día 1 de noviembre de 1994 aunque 6 de los temas grabados eran caseros. Dicha maqueta fue distribuida a finales de 1994 a diversas amistades del grupo de forma gratuita, como punto de arranque para darse a conocer. Esta maqueta contiene hasta 16 canciones.

## Listado de pistas
1. Catequista Parroquial
2. Naces, creces, te jodes y mueres
3. Yo prefiero a Baco
4. Ya tardas, Bastardo
5. Tocando la zambomba
6. Ataca
7. Rappel
8. The trinch
9. Solo
10. Aparta, papá
11. Soy patético
12. Gebimétal circo
13. Pintamonas
14. Tu fiesta
15. Pobre principito!
16. Ya estoy

## Reedición de la maqueta
En el año 2004, la discográfica BOA relanzó esta maqueta en una reedición de la original llamada Directamente de la basura: Diez años macerando. La reedición contiene, además 13 bonus tracks y un librito de 28 páginas en el que el grupo explica cómo fueron sus inicios y algunas explicaciones de las canciones.

## Listado de pistas
1. Catequista Parroquial
2. Naces, creces, te jodes y mueres
3. Yo prefiero a Baco
4. Ya tardas, Bastardo
5. Tocando la zambomba
6. Ataca
7. Rappel
8. The trinch
9. Solo
10. Aparta, papá
11. Soy patético
12. Gebimétal circo
13. Pintamonas
14. Tu fiesta
15. Pobre principito!
16. Ya estoy
17. Chorizo 2000
18. Viene la Navidad
19. Chanquete ha muerto
20. Pobre principito (karaoke)
21. Tocando la zambomba (karaoke
22. La pilila de Wojtyla
23. Dale la vuelta
24. A la basca le da igual
25. Músicos de feria
26. Requiem de mofa
27. Helter Skelter
28. Del Manzano
29. Mámamela

- Datos: Q5396528